# Clidemia saltuensis
Clidemia saltuensis är en tvåhjärtbladig växtart som beskrevs av John Julius Wurdack. Clidemia saltuensis ingår i släktet Clidemia och familjen Melastomataceae.
Artens utbredningsområde är Venezuela. Inga underarter finns listade i Catalogue of Life.